# JJK
JJK(본명: 고정현, 1985년 1월 25일 ~ )는 대한민국의 래퍼이다. 제이제이케이로 읽으며, 소속 크루는 ADV (Angdreville, 앙드레빌) 크루이다.

## 바이오그래피
JJK는 대구에 있는 외국인학교에서 축제 기간에 작은 공연을 하며 처음 음악을 시작했다. 이후 대구 힙합 동호회를 통해 활동을 시작했으며, 2000년 봄 김진표의 개인 홈페이지에 존재하던 "랩퍼모여"라는 게시판을 통해 인터넷 상에서 처음 모습을 드러냈다. 얼마 안 돼 ADV (Angdreville, 앙드레빌) 크루가 결성되고 거기의 창립 멤버로 들어가게 되었다. 이후 서울로 올라와 각종 공연과 대회에서 활동했으며, 특히 랩 프리스타일 배틀 쪽에서 좋은 전적을 거두었다.
처음으로 앨범에서 모습을 드러낸 것은 2004년 11월 조성빈의 EP '130'에 '희생양'이란 곡에 피쳐링하면서부터였지만 이 이전부터 밀림닷컴에 올린 곡들로 이미 적지 않은 인지도를 쌓아둔 상태였다. 2006년 10월 DJ Bay의 레이블인 'Sugarhigh Music'과 계약을 맺고 다음달 첫 앨범 '비공식적 기록'을 냈는데, 여기에 Tablo 디스곡인 누가 날 대표하는가 와 Paloalto 디스가 일부 포함된 Makes the Way가 실려서 많은 논란이 있었다. 현재 Tablo와 Paloalto와는 화해를 한 상태이다.
공연 활동 이외에도 TRSM(Teen 랩사모)이라는 웹 동아리에서 홍대에서 정기적으로 주최하는 국내 최초의 프리스타일 모임 Rap Attack을 이끈 바 있다.
2008년 DJMAX Metro Project 수록곡인 The Last Dance에 랩 피쳐링으로 참가했고, 같은 해 12월에는 D-League라는 4인조 팀의 멤버로써 앨범을 냈다.
2009년 7월 두 번째 앨범을 발표하고 활동하였다. 그리고 2010년 8월, 새 앨범 "재"를 500장 한정판으로 발매했다.
2012년에 들어서 2년 만에 새로운 앨범, 《도착》과 "후속 앨범" 《도착 후》를 발표하였다. 이 앨범은 디지털 앨범 형식으로 발표되었으며, 150장 한정으로 ADV 싸이월드 클럽을 통해서만 판매되었다.
2013년 그는 첫 번째 정규 앨범의 후속작이라 할 수 있는 《비공식적 기록 II》를 발표하였으며 이 앨범은 ADV의 앨범 판매 사이트와 앨범 발매를 기념하여 이루어진 전국 순회 길거리 공연인 SRS (Street Rap Sh#t)를 통해서만 판매되었다. 이를 계기로 SRS는 매년 전국적 규모로 열리는 한국 최대의 랩배틀 대회로 거듭나게 됐다. 이에 앞서 여자친구와 결혼식을 올리고 결혼을 기념하는 공연 《앙드레마을 전하 결혼 잔치》를 열어 많은 팬들의 축하를 받았다. 한편, 2013년 6월 한 인터뷰에서 자신은 현재 레이블적으로 독립해 나와서 활동 중이라고 얘기하여 터치다운 프로덕션에서 나왔음을 밝혔다.
2015년에 들어서 그는 그의 결혼과 아들의 탄생을 기록한 앨범, 《고결한 충돌》을 발표하였고, 같은 해에 여러 랩퍼들과의 합작으로 이루어진 컴필레이션 앨범, 《Project Compound》를 발표하였다.
그리고 1년 5개월만에 새로운 EP 《The Alley Cats》를 발매했다
대표곡 : 재, 열망의 단어, Give & Take, 식탁, 360도, 별 걱정, Ash, 고결한 충돌, 2VSX

## 음반 활동
- 2006년 11월 15일 정규 1집 《비공식적 기록》
- 2008년 3월 22일 무료 싱글 `화두`[4]
- 2009년 7월 1일 정규 2집 《왕처럼 주인처럼》
- 2010년 8월 25일 EP 앨범 《재》
- 2012년 6월 20일 정규 3집 《도착》
- 2012년 11월 22일 디지털 EP 《도착 후》
- 2013년 4월 19일 디지털 싱글 `360도`
- 2013년 5월 24일 믹스테잎 《비공식적 기록 II》
- 2013년 8월 19일 디지털 싱글 Thank You, Summer
- 2013년 11월 18일 디지털 싱글 FLESH
- 2015년 1월 23일 정규 4집 《고결한 충돌》
- 2015년 11월 12일 PROJECT COMPOUND
- 2017년 4월 6일 The Alley Cats

## 출연 작품

### 영화
| 연도 | 제목              | 역할 | 비고 |
| ---- | ----------------- | ---- | ---- |
| 2012 | 투 올드 힙합 키드 | 본인 |      |
| 2018 | 리스펙트          | 본인 |      |

## 불화 사건

### Tablo와의 불화
이것은 Tablo가 Rap Attack에 왔을 때 얘기로, 그가 당시 Rap Attack을 진행하던 JJK를 만났을 때 벌어진 일이다. JJK는 Tablo에게 에픽 하이의 1, 2집은 그런대로 좋았으나 3집은 실망스러웠다는 내용으로 프리스타일을 했다. 이에 대한 반응으로 Tablo는 랩 대신 귓속말로 '내가 있어서 너네 같은 애들이 랩하는 거야'라고 답했고, 이를 언더그라운드를 무시하는 발언으로 받아들인 JJK는 그의 앨범에 '그 누가 날 대표하는가'라는 곡을 발표했다 (이 곡의 제목은 '어차피 난 나를 욕하는 너를 대표해'라는 에픽 하이의 3집 수록곡 Lesson 3의 가사를 비꼰 것이다). 또 이 일은 '비공식적 기록'이라는 트랙에도 짧게 언급이 되어있다. 이후 Tablo는 그 당시 "'너 같은 사람도 있고 나 같은 사람도 있어야 힙합이 발전한다"라고 말했다고 주장했다. 그래서 짧게 '했다'와 '안했다'를 두고 말이 오갔었는데, 서로 말이 잘못 전해졌다고 판결을 내리고 화해 했지만 앨범이 공장 프레싱 공정에 넘어간 이후에 만남을 가진 탓으로 곡은 그대로 앨범에 실려나왔다. 이 곡에 참여한 Double K는 당시 그 곡이 Tablo 디스곡인 줄 모르고 참여했다고 알려졌다.
앨범 발매 직전 JJK는 디스곡에 대해 사과하는 글을 올렸는데, 이후 Xepy 앨범 참여곡 You Don't Know Shit와 자신의 곡 〈비공식적 기록 II〉를 통해 디스를 했던 것은 미안하나 사과문은 자신의 의도가 아닌 강압에 의해 올렸다는 점을 확실히 하였다.

### Paloalto와의 불화
JJK와 P-flow가 함께 공연을 준비할 때의 얘기다. 당시 공연의 게스트로 Paloalto가 섭외되었는데, Paloalto는 공연 당일날 피치 못할 사정으로 출연하지 못할 것 같다고 통보했고, 결국 함께 공연하는 것은 다음으로 미루어졌다. 이후 Csp와의 공연 때 Paloalto가 섭외되었는데, 이때도 그는 불가피하게 공연에 나가지 못할 것 같다고 알려왔으나, 당일날 가리온과 함께 공연한 것으로 밝혀졌다. 이 일에 대한 당시의 JJK의 Paloalto에 대한 반감은 'Makes the Way'와 '비공식적 기록'이란 곡에 짧게 들어가있다. JJK는 Paloalto가 군대에 간 관계로 아직 화해를 하지 못했지만, 그와 진심으로 대화를 나누고 화해를 하고 싶다고 밝혔다. 현재는 화해한 상태다.
2009년에 와서 힙합플레이야 한 글에서 Paloalto가 리플을 통해 입장표명을 하면서 이 일은 실제보다 많이 부풀려졌다는 것이 알려졌다. 갈등 요인은 다만, Paloalto가 "리스펙하는 사람이랑만 딜하고 싶다"라는 발언을 통해 인지도 낮은 언더그라운드를 무시한 것처럼 비쳐진 데 있었다.

### Absotyle과의 불화
Absotyle은 2006년 11월 인터넷을 통해 JJK를 향한 디스곡을 발표하였다.
Lloyd Banks의 Warrior pt.2의 반주에 맞춰 녹음된 짧은 길이의 이 곡은, 'Tablo, Paloalto와의 디스로부터 JJK는 노이즈 마케팅을 노리고 있다'라는 당시의 음모론과 같은 맥락에서 등장하였다. 또한, JJK의 곡 "비공식적 기록"에 수많은 유명 래퍼가 언급되는 것을 거론하면서, 이 씬이 실력이 아닌 인맥으로만 평가된다고 비판하지만 실은 자신도 인맥의 도움을 크게 받고 있다고 비난하였다. 또 "Rap Attack 애새끼들"이란 단어로 JJK의 프리스타일 모임 "Rap Attack"도 디스하였다.
JJK는 이에 대해 반격곡을 준비하려 했으나 주변의 만류로 완성을 하진 않았다. 하지만 얼마 지나지 않아 Rap Attack의 대표로 RedBear가 Absotyle에 대한 디스곡을 인터넷에 발표하였다. RedBear는 자신은 JJK를 감싸주는 것이 아니라 Rap Attack을 욕한 데에 대한 반격이라고 밝혔다.

## 이름
- JJK는 그의 아버지가 책상에 새겨준 영어 이니셜에서 나온 이름이다.[5] 팬들과 안티팬들 사이에서는 별명처럼 "중지킹", "정조국" 등의 약자라고 말을 하기도 한다.